# 訊息會議中繼協定
訊息會議中繼協定（Message Session Relay Protocol，簡稱MSRP）是一基于SIP的即時通訊（Instant Messaging）协议，可以在SIP的Session中進行文本交换與消息传递。

## SIP中的應用
MSRP 可用於 SIP session:
- 一對一或一對多的即時通訊
- 傳送檔案
- 圖片分享（英语：Image Share）

MSRP session 的設定是基於 SIP 的“呼叫-回應” （offer-answer） model. SDP m-line 媒體模式（media type）是 message 而且這個雛型是建立在 TCP/MSRP for MSRP（經由 TCP）以及 TCP/TLS/MSRP for MSRP （經由 secure TLS）. 未來, MSRP URI 被定義在 path 屬性當中。
一個完整的SDP 範例, 如RFC所提示:
```
   v=0
   o=alice 2890844526 2890844527 IN IP4 alice.example.com
   s= -
   c=IN IP4 alice.example.com
   t=0 0
   m=message 7394 TCP/MSRP *
   a=accept-types:text/plain
   a=path:msrp://alice.example.com:7394/2s93i9ek2a;tcp
```

MSRP 包含位址（address）與埠（port）同時用 c-line 綁住位址，並透過 m-line 來包含埠。一般而言, 其他的媒體模式（media type）使用 c-line 和 m-line 來描述位址, 可是 MSRP RFC 是使用 MSRP path來實現. 這可能有一些問題, 特別是, B2BUA 可能需要一個替代的路徑在不同裝置中傳遞 MSRP message. 如要克服這點, RFC draft （页面存档备份，存于） 會在裝置中比對 MSRP paths, 必要時則加以改變。只有會議識別碼（session ID）要加以比對。此法大大地簡化了真實生活中的情境，而且可以改善網路共通性的問題。

## 資源
- libMSRP, GPL